# Tadahiro Akiba
Tadahiro Akiba (13 de outubro de 1975) é um treinador e ex-futebolista profissional japonês que atuava como meia.

## Carreira
Tadahiro Akiba representou a Seleção Japonesa de Futebol nas Olimpíadas de 1996, ele marcou um gol contra frente a Nigéria na primeira fase.